# Peter Schnürpel
Peter Schnürpel (* 20. Februar 1941 in Leipzig) ist ein deutscher Maler und Grafiker. Er lebt und arbeitet in Altenburg und gilt als Vertreter der Leipziger Schule.

## Leben und künstlerische Laufbahn
Peter Schnürpel studierte bis 1965 an der Hochschule für Grafik und Buchkunst in Leipzig Malerei und Grafik. Seine Lehrer waren unter anderem Karl Krug, Wolfgang Mattheuer und Bernhard Heisig. Nach seinem Studium begann er an der Universität Leipzig im Fachbereich Kunsterziehung zu unterrichten. Als Künstler gehörte Schnürpel in seiner Generation in Leipzig mit seinen expressiven Arbeiten zu den bemerkenswertesten Graphikern. Sein bevorzugte Technik war die Algraphie.
Ab 1978 lehrte er an der Fachschule für Angewandte Kunst Schneeberg und wurde 1987 an die Hochschule für Grafik und Buchkunst Leipzig zum Honorarprofessor berufen. Ab 1990 war er Direktor in Schneeberg und erhielt 1992 die Berufung zum Professor. 1993 war er der Gründungsdekan des Fachbereichs Angewandte Kunst der Westsächsischen Hochschule Zwickau. 2006 wurde er emeritiert.
1987 begegnete er in der Druckwerkstatt Kätelhön Rolf Münzner und Reiner Schwarz. Studienreisen führten Schnürpel nach 1989 nach Frankreich, Italien und in die Schweiz. Ebenfalls 1989 begann die Zusammenarbeit mit dem Druckerehepaar Jeanette und Reinhard Rössler, die seitdem seine Arbeiten drucken. Er ist Dozent am Lindenau-Museum in Altenburg. Weggefährten von Schnürpel sind neben Münzner und Schwarz unter anderem Michael Morgner, Gerhard Kurt Müller, Thomas Ranft und Gil Schlesinger, mit denen zusammen er zu seinem 75. Geburtstag in einer Gemeinschaftsausstellung im Lindenau-Museum zu sehen war.

## Auszeichnungen
- 1980: Preisträger der Ausstellung „100 ausgewählte Grafiken“
- 1983: Kunstpreis des Deutschen Turn- und Sportbundes
- 2002: Kulturpreis der Stadt Altenburg[6]
- 2016: Medaille für besondere Verdienste des Landkreises Altenburger Land[7]
- 2024: Verdienstorden des Freistaats Thüringen[8]

## Werke in Museen und öffentlichen Sammlungen (Auswahl)
- Altenburg (Thüringen), Lindenau-Museum, Graphische Sammlung (u. a.: Verpacktes Auto; Ölkreide und Pastell auf Papier, 1976)[9]
- Jena, Städtische Museen[10]
- Köln, Museum Ludwig (u. a.: Bodenlandschaft; Lithographie)[11]
- Nürnberg, Germanisches Nationalmuseum, Graphische Sammlung (u. a.: Träger; Mappe mit 7 Radierungen, 1999)[12]

## Ausstellungen (Auswahl)
- 1965–66: Kunsthandlung Kurt Engewald, Leipzig
- 1968: Kunst der Zeit, Leipzig
- 1970: Museum der bildenden Künste, Leipzig
- 1972: Lindenau-Museum, Altenburg
- 1975: Galerie am Sachsenplatz, Leipzig
- 1978: Museum Neustrelitz
- 1979: Galerie Clara Mosch, Chemnitz
- 1980: Galerie Junge Kunst, Frankfurt/Oder
- 1981: Kunstkabinett Erfurt
- 1981: Museum der bildenden Künste Leipzig
- 1982: Kleine Galerie Pankow, Berlin
- 1984: Lindenau-Museum, Altenburg
- 1984: Karl-Marx-Universität, Leipzig
- 1985: Schloss Blankenhain
- 1988: Galerie Stübler, Hannover
- 1988: Kulturhaus Suhl
- 1989: Galerie Catherine Maurer, Bern
- 1990: Verein für Originalradierung, München
- 1991: Galerie Ad Nythen, Vollenhove
- 1991: Lindenau-Museum, Altenburg
- 1992: Landeskulturzentrum Salzau/Kiel
- 1995: Galerie Marktstraße, Plauen
- 1995: Kunstverein Bretten
- 1999: Galerie Borssenanger, Chemnitz
- 1999: Künstlerhaus Hohenossig
- 2001: Europäische Akademie des Rheinland-Pfälzischen Sports, Trier
- 2001: Kulturmuseum Bad Wildungen
- 2006: Weise Galerie und Kunsthandel Chemnitz
- 2008: Museum Osterburg, Wieda
- 2011: Lindenau-Museum, Altenburg
- 2014: Museum Burg Posterstein
- 2016: Lindenau-Museum, Altenburg
- 2021: Kunstsammlung Jena